# Logradouro
Logradouro is een gemeente in de Braziliaanse deelstaat Paraíba. De gemeente telt 3.971 inwoners (schatting 2009).